# Jim Coop
Jim Coop (Horwich, 17 settembre 1927 – 1996) è stato un calciatore inglese, di ruolo attaccante.

## Caratteristiche tecniche
Era un'ala sinistra.

## Carriera
Inizia la carriera con i semiprofessionisti del Brodsworth, con i quali trascorre la stagione 1946-1947; a fine anno viene prelevato dallo Sheffield Utd, club della prima divisione inglese: fa il suo esordio in questa categoria (e contestualmente anche tra i professionisti) l'8 novembre 1947, nella sedicesima giornata della First Division 1947-1948, in una partita persa per 2-1 in casa contro il Derby County. Disputa poi anche le successive tre partite di campionato, durante le quali segna anche una rete (che resterà la sua unica in carriera nella prima divisione inglese, il 22 novembre 1947 in una vittoria casalinga per 3-1 sui londinesi del Chelsea; torna poi in campo nella ventottesima giornata di campionato e poi in altre due partite a fine stagione, per un bilancio totale di 7 presenze ed una rete. Nella stagione successiva, in cui le Blades concludono il campionato all'ultimo posto in classifica (e quindi con una retrocessione in seconda divisione) Copp gioca solamente 2 partite (la quarta e la ventunesima giornata del torneo), senza segnare ulteriori reti. A fine stagione è stato ceduto allo York City, con cui ha giocato da professionista per un ulteriore biennio, durante il quale ha messo a segno 4 reti in 12 presenze nella terza divisione inglese; si è poi trasferito ai semiprofessionisti del Goole Town, con i quali ha chiuso la carriera.